# Серра д’Альто
Культура Серра д’Альто существовала в эпоху неолита (5 тыс. до н. э.) на территории Сицилии, сменив культуру Стентинелло. Определяется по характерной керамике: довольно грубой, с узором в виде насечек, а также более изящной со сложным расписным узором.
Аналогичная керамика характерна для культуры Фельчи-Риполи в континентальной Италии, культуры стадии «Серая Скорба» доисторической Мальты периода 4500 — 4400 гг. до н. э., а также для Данильской культуры в Хорватии.